# التحيز الجندري في التشخيص الطبي

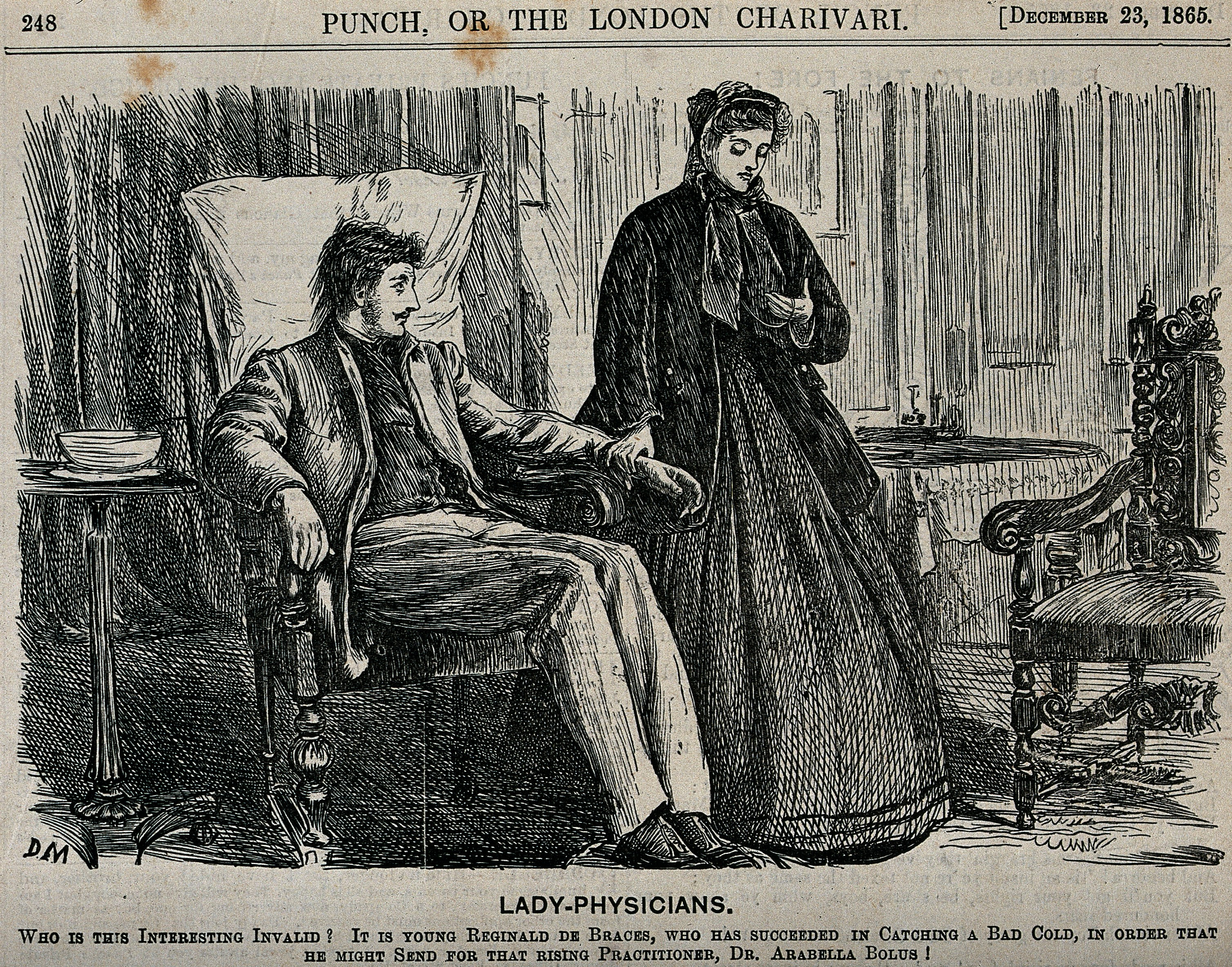
طبيبة تقيس نبض مريض ذكر

التشخيص المتحيز جندريًا هو فكرة أن التشخيص الطبي والنفسي يتأثر بجندر المريض. وجدت العديد من الدراسات أدلة على التشخيص التفريقي للمرضى الذين يعانون من أمراض متشابهة ولكن من جنسين مختلفين. تواجه المريضة التمييز من خلال رفض العلاج أو سوء تصنيف التشخيص نتيجة عدم أخذها على محمل الجد بسبب القوالب النمطية والتحيز الجندري. وفقًا للدراسات الطبية التقليدية، فإن معظم هذه الدراسات الطبية أجريت على الرجال وبالتالي أغفلت العديد من القضايا المتعلقة بصحة المرأة. أطلق هذا الموضوع وحده الجدل وأثار تساؤلات حول المعيار الطبي في عصرنا. سلطت وسائل الإعلام الشهيرة الضوء على قضية التحيز ضد المرأة في السنوات الأخيرة. كانت الأبحاث التي أجريت على الأمراض التي تصيب النساء بنسبة أكبر أقل تمويلًا من تلك الأمراض التي أصابت الرجال والنساء على حد سواء.

## خلفية تاريخية
يمكن العثور على الآثار المبكرة للتشخيص المتحيز جندريًا في التشخيص غير المتناسب للنساء المصابات بالهستيريا منذ 4000 عام. عُرِّفت الهستيريا سابقًا على أنها مشاعر مفرطة. في سياق طبي، تُرجمت هذه الهستيريا إلى المبالغة في الأعراض والأمراض. نظرًا لأن الأدوار الجندرية التقليدية تضع النساء عادةً في موقع ثانوي مقارنة بالرجال، فقد هيمن الرجال على الصناعة الطبية تاريخيًا. تسبب ذلك في خطأ في التشخيص بالنسبة للإناث بسبب العدد الكبير من العمال الذكور في الصناعة الذين يتمسكون بالمعتقدات المتعلقة بالقوالب النمطية الجندرية. قد تكون هذه الأدوار الجندرية والتحيزات الجندرية قد ساهمت أيضًا في سبب رفض أو إساءة معاملة الألم المرتبط بتجارب خاصة بالنساء، مثل الولادة والحيض.
في عام 1948 تطوعت بعض النساء للمشاركة في تجربة مصممة لتحديد الألم عند النساء في مرحلة المخاض. أثناء المخاض، حُرقت أيديهن من أجل محاولة قياس عتبة الألم لديهن مع خيار التوقف في أي وقت وتلقي العلاج. أثناء الولادة ومع استمرار التجربة، لم تستطع الإناث الشعور بزيادة في الألم إذ إن العديد منهن تعرضن لحروق من الدرجة الثانية دون أن يدركن ذلك.
في دراسة قائمة على الملاحظة عام 1979، أعطى 104 من النساء والرجال ردودًا حول صحتهم في 5 مجالات: «آلام الظهر والصداع والدوخة وآلام الصدر والإرهاق». عند تلقي هذه الشكاوى، لوحظ أن الأطباء أجروا فحوصات مكثفة للرجال أكثر في كثير من الأحيان من النساء اللواتي لديهن شكاوى مماثلة، ما يدعم أن المريضات يؤخذن على محمل الجد بنسبة أقل من نظرائهن الذكور فيما يتعلق باستقبال الأمراض الطبية.
في عام 1990، اعترفت المعاهد الوطنية للصحة بالفوارق في أبحاث الأمراض بين الرجال والنساء. في هذا الوقت، أنشِئ مكتب الأبحاث حول صحة المرأة، وذلك في المقام الأول لزيادة الوعي بكيفية تأثير الجنس على المرض والعلاج. في عامي 1991 و1992، أظهر الاعتراف بوجود «حاجز زجاجي» يمنع الطبيبات من الترقية. في عام 1994، أنشأت إدارة الغذاء والدواء الأمريكية مكتب صحة المرأة بموجب تفويض من الكونغرس.
أعطى قانون المساواة في صحة المرأة، الذي صدر عام 1993، الفرصة للمرأة للمشاركة في الدراسات الطبية وفحص الفروق بين الجنسين. قبل تقديم القانون، لم يُجرَ أي بحث عن العقم وسرطان الثدي وسرطان المبيض، وهي حالات سائدة فيما يخص صحة المرأة.

## التجارب الطبية والأبحاث
تحول النهج تجاه النساء من الحماية الأبوية إلى الوصول في أوائل الثمانينيات من القرن الماضي إذ تحدى نشطاء الإيدز مثل مجموعة «آكت آب» والمجموعات النسائية طرق تطوير الأدوية. استجابت المعاهد الوطنية للصحة بتغييرات في السياسة عام 1986، لكن تقرير مكتب المساءلة الحكومي عام 1990 وجد أن النساء ما زلن مستبعدات من البحوث السريرية. أدى هذا التقرير، وتعيين برنادين هيلي كأول امرأة تقود المعاهد الوطنية للصحة، وإدراك أن التجارب السريرية المهمة قد استبعدت النساء إلى إنشاء مبادرة صحة المرأة في المعاهد الوطنية للصحة والتشريع الفيدرالي؛ أي قانون عام 1993 لمعاهد الصحة الوطنية لتنشيط الصحة، الذي يقضي بإدراج النساء والأقليات في البحوث الممولة من المعاهد الوطنية للصحة. غالبًا ما يُستشهد بالدراسات الأولية الكبيرة حول استخدام جرعة منخفضة من الأسبرين للوقاية من النوبات القلبية، والتي نُشرت في السبعينيات والثمانينيات، كأمثلة للتجارب السريرية التي شملت الرجال فقط، ولكن استخلص الناس منها استنتاجات عامة لم تكن صحيحة بالنسبة للنساء. في عام 1993، عكست إدارة الغذاء والدواء الأمريكية توجيهاتها لعام 1977، وأدرجت في التوجيه الجديد بيانًا مفاده أن التوجيه السابق «كان صارمًا وأبويًا، ولا يترك مجالًا لممارسة الحُكم من قبل الأشخاص المسؤولين عن البحث والمحققين الطبيين ومجالس المراجعة الاستقصائية».
نشرت الأكاديمية الوطنية للطب تقريرًا بعنوان «المرأة والبحوث الصحية: القضايا الأخلاقية والقانونية لإشراك النساء في الدراسات السريرية» عام 1994 وتقرير آخر عام 2001 بعنوان «استكشاف المساهمات البيولوجية في صحة الإنسان: هل الجنس مهم؟» إذ حثت هذه التقارير على إشراك النساء في التجارب السريرية وإجراء تحليلات على مجموعات سكانية فرعية حسب الجنس.
على الرغم من إدخال المبادئ التوجيهية، ما يزال التحيز الجنسي يمثل مشكلةً. وجد التحليل البعدي لعام 2001 أنه من بين 120 تجربة نُشرت في مجلة نيو إنغلاند جورنال أوف ميديسن، كان معدل 24.6% فقط من المشاركين من النساء. بالإضافة إلى ذلك، وجد نفس التحليل البعدي لعام 2001 أن 14% من التجارب تضمنت تحليل بيانات خاصة بالجنس.
وجدت مراجعة عام 2005 من قبل المجلس الدولي لمواءمة المتطلبات التقنية للمستحضرات الصيدلانية للاستخدام البشري أن اللوائح في الولايات المتحدة وأوروبا واليابان يتطلب أن تعكس التجارب السريرية السكان الذين سيجري التدخل لمصلحتهم، ووجدت أن التجارب السريرية المُقدمة إلى الوكالات كانت تمتثل بشكل عام لتلك اللوائح.
وجدت مراجعة للدراسات الممولة من المعاهد الوطنية للصحة (التي لم تُقدم بالضرورة إلى الهيئات التنظيمية) المنشورة بين عامي 1995 و2010 أن لديها متوسط تسجيل 37% (± 6% انحراف معياري)، بمعدل متزايد على مر السنين. هناك 28% فقط من المنشورات إما أشارت إلى بعض النتائج المتعلقة بالجنس/ الجندر في النص أو قدمت نتائج مفصلة بما في ذلك تقديرات التأثير الخاصة بالجنس/ الجندر أو اختبارات التفاعل.
نشرت إدارة الغذاء والدواء الأمريكية دراسة عن 30 مجموعة من بيانات التجارب السريرية المقدمة بعد عام 2011، ووجدت أنه بالنسبة لكل من تلك التجارب، كانت المعلومات حسب الجنس متاحة في الوثائق العامة، وأن جميعها تقريبًا تضمنت تحليلات فرعية حسب الجنس.
اعتبارًا من عام 2015، ظل تجنيد النساء للمشاركة في التجارب السريرية يمثل تحديًا.
في عام 2018، أصدرت إدارة الغذاء والدواء الأمريكية مسودة إرشادات لإدراج النساء الحوامل في التجارب السريرية.
في التحليل البعدي لعام 2019، أفيد أن 36.41% من المشاركين في 40 تجربة للأدوية المضادة للذهان كانوا من النساء.